# Paphiopedilum kolopakingii
Paphiopedilum kolopakingii là một loài lan thuộc Chi Lan hài, Họ Lan. Đây là loài đặc hữu Borneo (trung Kalimantan. Loài này được đặt tên theo A. Kolopaking.